# Moorleiche Borremose II

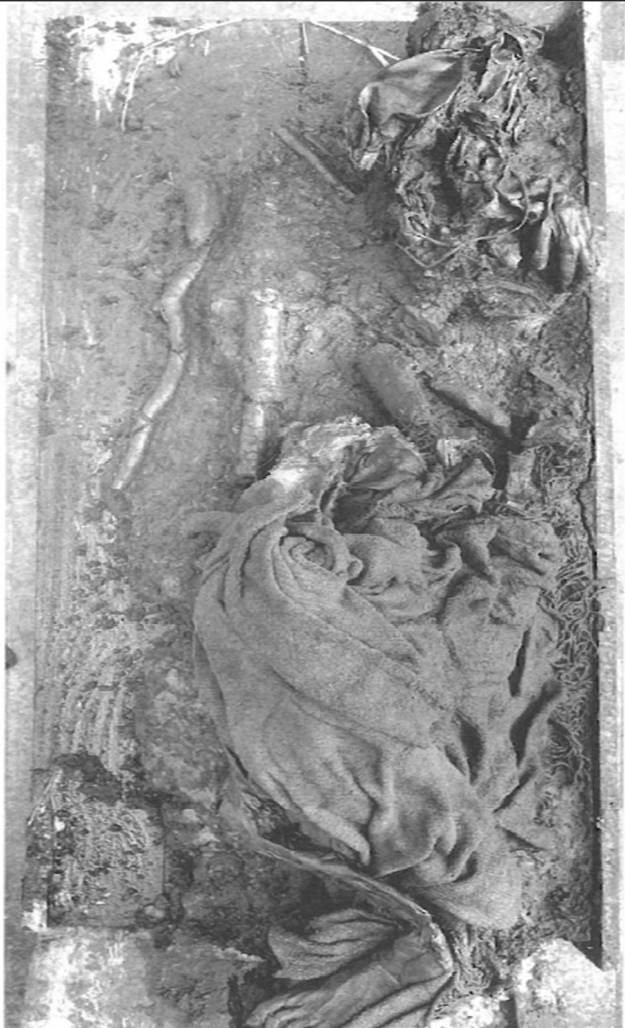
Die Moorleiche Borremose II

Die Moorleiche Borremose II ist eine eisenzeitliche Moorleiche aus dem gleichnamigen Torfmoor bei Aars in der Kommune Vesthimmerland (Dänemark).

## Fundumstände
Ein Jahr nach dem Mann von Borremose I entdeckten Torfstecher am 27. Juni 1947 nur etwa einen Kilometer entfernt eine weitere Moorleiche. Sie wurde nach einer kurzen Untersuchung vor Ort ins Dänische Nationalmuseum nach Kopenhagen gebracht.
Fundort: 56° 47′ 36″ N, 9° 34′ 55″ O

## Beschreibung
Die Moorleiche lag in zwei Metern Tiefe bäuchlings auf einer Unterlage aus Birkenrinde. Im näheren Umkreis lagen Birkenzweige, direkt auf dem Körper drei etwa 10 Zentimeter lange Birkenstöcke von gleicher Dicke. Der Schädel war zerbrochen und das Gehirn sichtbar. Das Haar war zwei bis drei Zentimeter lang. Das rechte Bein war 10 Zentimeter unterhalb des Knies gebrochen. Die Leiche war nackt, aber der Unterkörper und die Beine waren bedeckt von einem Umhang aus 4-fädigem Köperstoff und einem Fransentuch. Beide sind heute im Nationalmuseum in Kopenhagen ausgestellt. Der Umhang war von der Art, wie er gewöhnlich bei männlichen Leichen gefunden wird. Ob die Leiche wirklich nackt in das Moor gelangte, ist unsicher, da Kleidung aus pflanzlichen Rohstoffen wie Flachsfasern im sauren Moormilieu vergangen sein kann. Zudem gab es weitere Beifunde: ein halbes Tongefäß am Knie der Leiche sowie ein halber Oberarmknochen und eine halbe Speiche eines menschlichen Säuglings neben ihr. Um den Hals der Moorleiche lag ein Lederband mit einer Bernsteinperle und einer Messingscheibe von 22 bis 23 Millimetern Durchmesser.

## Untersuchungsergebnisse
Die Leiche war nicht so gut erhalten, dass man ihr Geschlecht mit Sicherheit hätte bestimmen können. Die meisten Autoren, aber nicht alle, vermuten, dass es sich um eine Frau handelt. Der Todeszeitpunkt lag einer C-14 Analyse zufolge um das Jahr 475 v. Chr., also am Beginn der Eisenzeit. Die Todesursache konnte nicht ermittelt werden.

## Weitere Funde
Neben der Moorleiche von Borremose II und dem Mann von Borremose I wurden im gleichen Moor ebenfalls die Überreste der Frau von Borremose gefunden, die aber alle in keinem direkten Zusammenhang zueinander stehen.